# ليبانسل
ليبانسل (بالإنكليزية LIBANCELL)هي إحدى شركات تشغيل شبكات الهاتف النقال في لبنان.

## تأسيس الشركة وتطورها
تأسست الشركة عام 1994 بموجب اتفاق لمدة عشر سنوات ينص على بناء وتشغيل منشآت الهواتف النقالة على أن يتم نقل الملكية للحكومة بعد فترة. وكانت إحدى أولى الشركتين المؤسستين للهاتف النقال في لبنان. ومع حلول العام 1996 توسعت نشاطات الشركة لتقدم خدمات الإتصال والتجوال الدولي في 19 بلدا، وفي العام 1998 بلغ عدد المشتركين في خدمة الهاتف الخلوي في الليبانسيل أكثر من 250 ألفا. ومع حلول العام 2000 أصبحت نشاطات الشركة تغطي 71 بلدا حول العالم.

## المساهمون والمالكون
تأسست شركة ليبانسل كاستثمار مشترك (Joint venture) بين تلكوم فنلند التي تملك 14% ومجموعة من المستثمرين اللبنانيين الذين يتقاسمون الحصة الباقية أي نسبة 86%.

## انتقال الملكية للدولة اللبنانية
في حزيران من العام 2001 فسخت الدولة اللبنانية العقد مع الشركة المشغلة، وفي ديسمبر من العام 2002، وقعت شركة ليبانسل التي تدير خدمة للتليفون المحمول في لبنان اتفاقا لنقل ملكية شبكتها إلى الحكومة اللبنانية، وذلك بعد سلسلة من التفاوض والتحكيم.
ثم استمرت بتشغيل القطاع (من غير أن تعتبر مالكة) حتى نيسان (أبريل) 2004.

## وصلات خارجية
- موقع ليبانسل على الشبكة